# 세정관
세정관, 또는 정세관은 고환 안에 있고, 감수 분열이 일어나는 곳이기도 하며, 배우자 생성과 그 다음 단계인 정자의 생성이 일어난다. 세정관의 상피세포는 지지세포나 세르톨리 세포와 같이, 길이가 길고 세정관을 따라 동그랗게 배열된 세포를 포함한다. 세르톨리 세포 사이사이에는 감수분열을 통해 정자를 만드는 정자형성 세포들이 있다. 세정관은 곱슬과 곧은, 두 가지 형태가 있다. 곱슬세정관은 바깥쪽에 위치하고, 곧은세정관은 고환으로 나가는 관을 형성하기 위해 중앙쪽에 모여있다. 세정관은 각각 800m의 길이가 극세관으로 각 방마다 연결되어 있다.

## 외부 링크

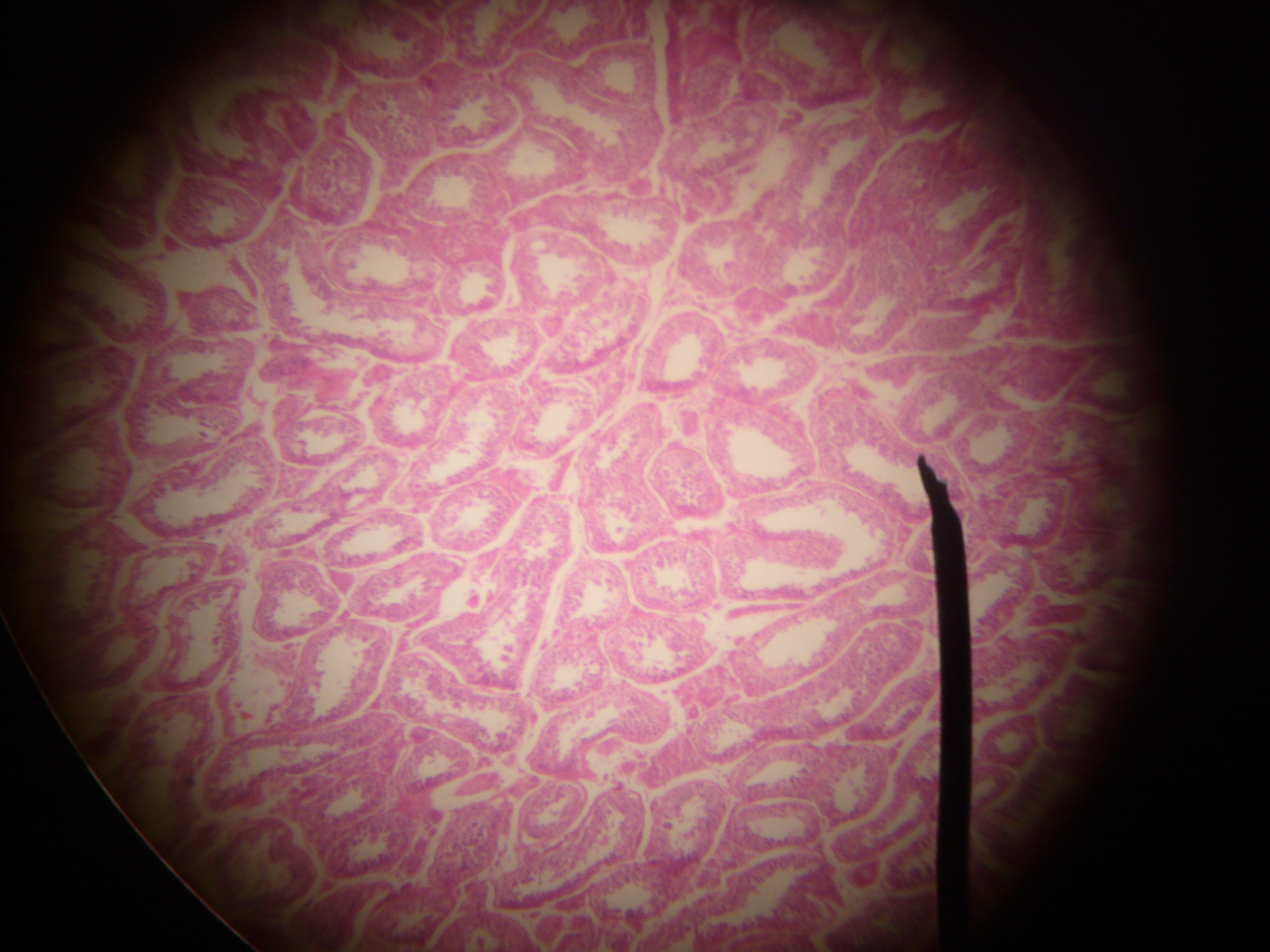
현미경으로 본 세정관(단면)